# Саймон-Ліконгве
Са́ймон-Ліко́нгве (англ. Symon Likongwe) — традиційна громада у складі дистрикту Нено Південного регіону Малаві.
Населення — 43657 осіб (2018).